# Bates' honingzuiger
De Bates' honingzuiger (Cinnyris batesi; synoniem: Nectarinia batesi) is een zangvogel uit de familie Nectariniidae (honingzuigers).

## Verspreiding en leefgebied
Deze soort komt voor van Liberia tot Nigeria, Gabon, zuidelijk Congo-Kinshasa, noordwestelijk Zambia en het eiland Bioko.